# 上马克萨科夫卡
上马克萨科夫卡（羅馬化：Verkhnyaya Maksakovka）是俄罗斯科米共和国的市级镇，属瑟克特夫卡尔市。
该地2021年有人口4,164人；2010年人口3,952人；2002年人口4,026人。